# Pulang
Pulang est un film indonésien réalisé par Basuki Effendy (id), sorti en 1952.

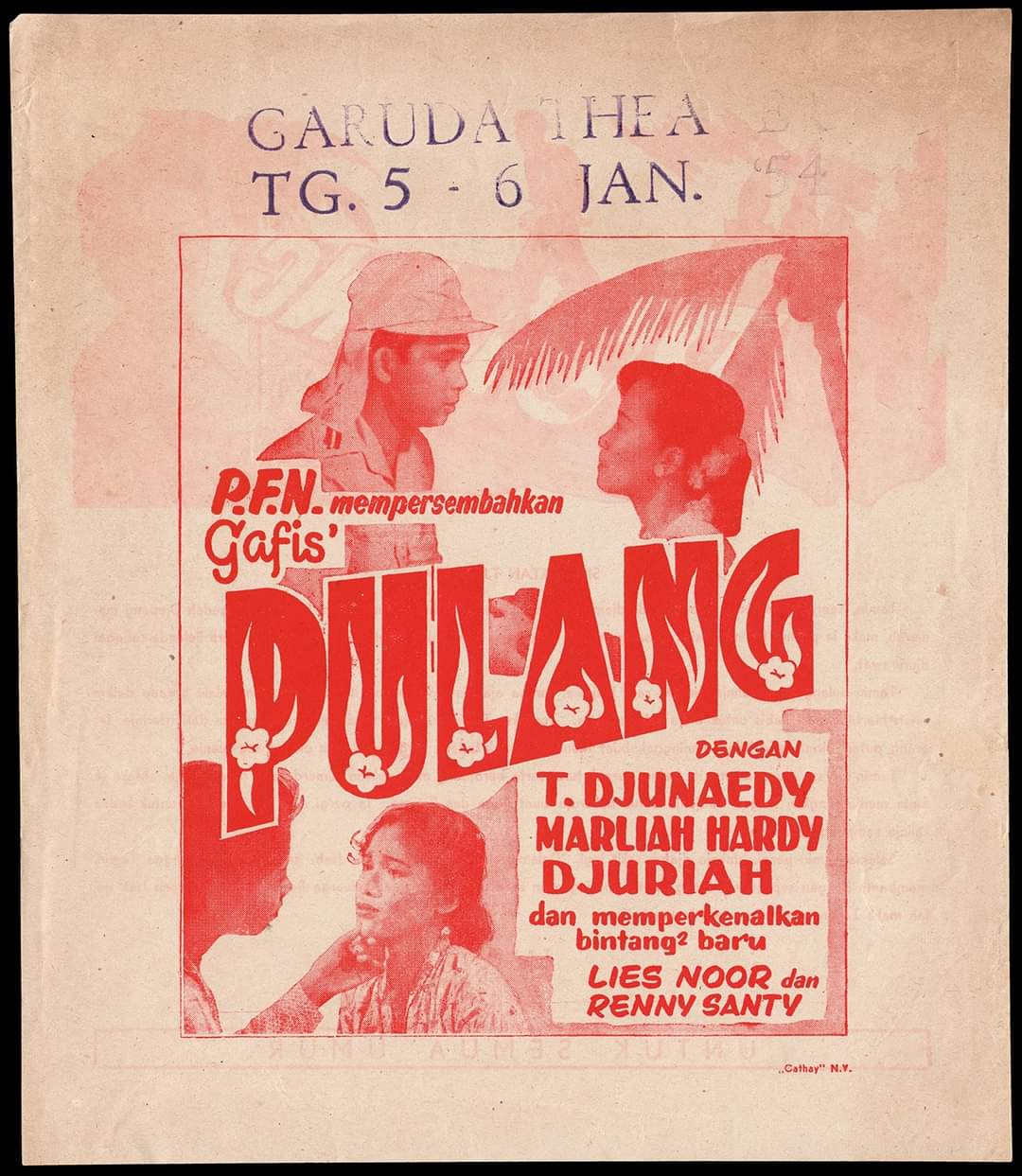
Flyer pour le film.

Il a été récompensé au Festival international du film de Karlovy Vary en Tchécoslovaquie.

## Synopsis
Tamin, un jeune villageois indonésien, s'est laissé convaincre par la propagande japonaise et s'est installé en Birmanie pendant la Seconde Guerre mondiale en tant que membre de la Croix-Rouge. Lorsque le Japon s'est effondré, Tamin et ses amis ont été amenés à Java pour être remis aux troupes hollandaises qui tentaient de recoloniser l'Indonésie. Il a été contraint de devenir soldat pour combattre son propre pays. Après la révolution nationale indonésienne, Tamin retourne dans son village. Ne supportant pas les taquineries de ses amis, il s'est alors installé en ville et a retrouvé un ami qui est devenu soldat indonésien. 

## Fiche technique
- Réalisation :  Basuki Effendy (id)
- Scénario : Toha Mochtar[2]
- Production :    Gabungan Artis Film
- Durée : 74 minutes
- Date de sortie : janvier 1952[3]

## Distribution

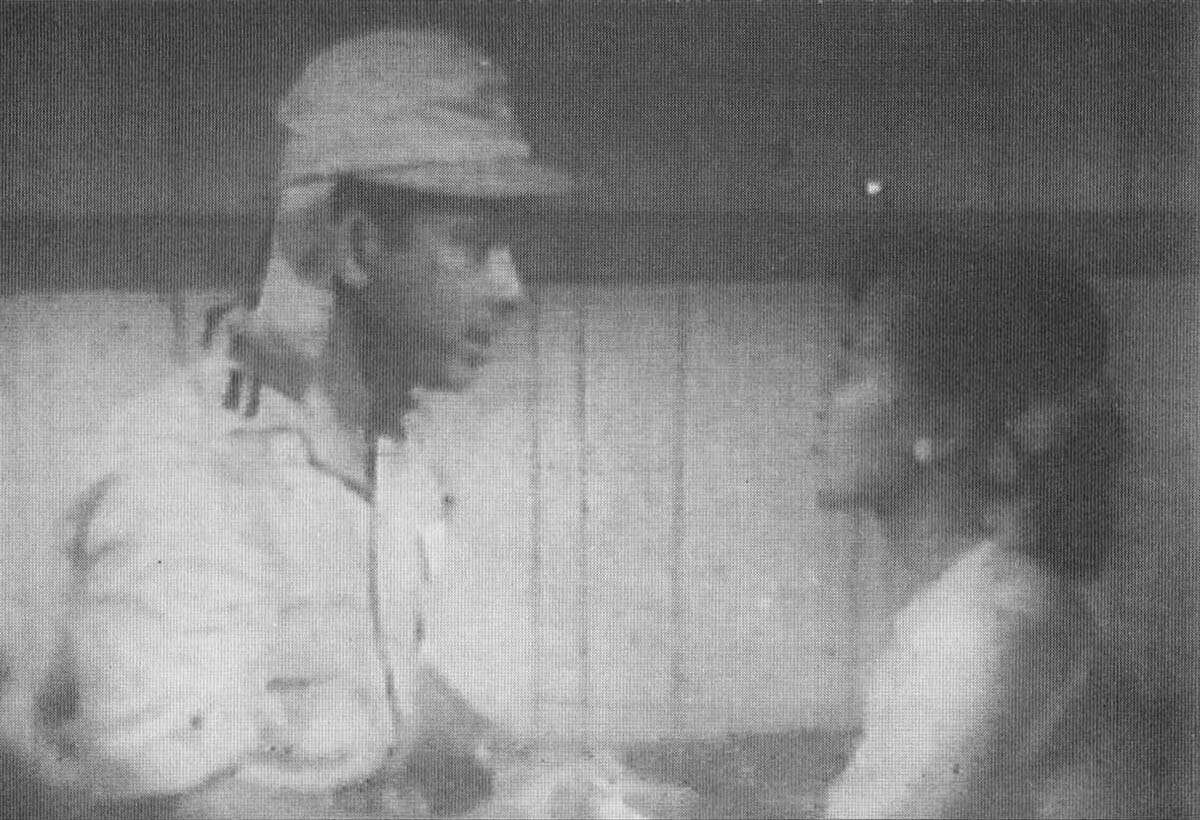
Une scène du film.

- Turino Junaidy
- Marlia Hardi (en)
- Djoeriah Karno
- Lies Noor
- Renny Santy
- Iskandar Sucarno

## Statut du film
Il est conservé à la cinémathèque de Jakarta. 